# Libertad Sudtirolesa
Libertad Sudtirolesa (en alemán: Süd-Tiroler Freiheit, STF) es un partido político nacional-conservador activo en Tirol del Sur, donde busca representar a la población de habla alemana.
Fundado por Eva Klotz, el partido está comprometido con el movimiento secesionista del Tirol del Sur, que implica la secesión de la provincia de Italia y su reunificación con el Estado de Tirol dentro de Austria.
Cuenta actualmente con 4535 miembros.

## Historia
Libertad Sudtirolesa surgió como una escisión de la Unión para el Tirol del Sur (UfS) en mayo de 2007. El 8 de junio de 2007 fue fundada notarialmente en Bresanona. Los miembros fundadores fueron Herbert Campidell, Eva Klotz, Sven Knoll, Reinhold Ladurner, Roland Lang, Sepp Mitterhofer, Werner Thaler y Dietmar Zwerger.
A mediados de 2007, el partido presentó una provocativa campaña de carteles con el lema Süd-Tirol ist nicht Italien! ("Tirol del Sur no es Italia") y la bandera de Austria como fondo. Una señal con el mismo contenido se instaló en la frontera del Paso del Brennero en junio de 2008.
En abril de 2009, el STF se convirtió en miembro de pleno derecho de la Alianza Libre Europea, una organización paneuropea de partidos regionalistas. Gudrun Kofler de la Juventud STF (Junge Süd-Tiroler Freiheit) fue elegida Vicepresidenta de la Juventud EFA.
En enero de 2012, se informó que el partido había alcanzado los 2.800 afiliados, mucho más que la UfS en sus mejores días.
En las elecciones provinciales de 2013, el STF ganó el 7,2%, su máximo histórico hasta el momento, lo que resultó en tres concejales provinciales.
En las elecciones provinciales de 2018, el partido obtuvo el 6,0% de los votos y dos concejales provinciales.
En las elecciones municipales de septiembre de 2020, Libertad Sudtirolesa compitió en 29 municipios del Tirol del Sur con 140 candidatos. Pudo aumentar sus escaños de 41 a 49.

## Ideología
El STF se ve a sí mismo como un partido "liberal-patriótico" destinado a proteger a la población de habla alemana del Tirol del Sur. El partido reclama el derecho de los tiroleses del sur a la autodeterminación y a realizar un referéndum para decidir si quieren ser parte de Italia o del estado austríaco de Tirol. El programa del partido también hace hincapié en la protección del medio ambiente, la defensa de los valores familiares, una política económica moderadamente liberal y el concepto de Europa de las regiones.

## Resultados electorales
| Consejo de la Provincia Autónoma de Bolzano |             |      |         |     |
| Año electoral                               | Votos       | %    | Escaños | +/– |
| 2008                                        | 14.888 (#6) | 4,90 | 2/35    |     |
| 2013                                        | 20.736 (#4) | 7,20 | 3/35    | 1   |
| 2018                                        | 16.927 (#6) | 6,00 | 2/35    | 1   |